# Bragny-sur-Saône
Bragny-sur-Saône este o comună în departamentul Saône-et-Loire, Franța. În 2009 avea o populație de 590 de locuitori.

## Evoluția populației
| An        | 1975 | 1982 | 1990 | 1999 | 2006 | 2009 |
| --------- | ---- | ---- | ---- | ---- | ---- | ---- |
| Populație | 422  | 447  | 467  | 464  | 560  | 590  |